# Штат Сингапур
Штат Сингапур (малайск. Negeri Singapura) — одним из 14 штатов Малайзии с 16 сентября 1963 года по 9 августа 1965 года, когда Сингапур был исключён из федерации Малайзии и стал независимым государством.
Малайзия была образована 16 сентября 1963 года в результате объединения Малайской федерации с бывшими британскими колониями Северное Борнео, Саравак и Сингапур и ознаменовала конец 144-летнего британского правления в Сингапуре, которое началось с основания современного Сингапура сэром Стэмфордом Раффлзом в 1819 году. На момент вхождения, штат Сингапур был самый маленький штат Малайзии по площади, но самый большой по численности населения.

## Создание Малайзии
С сингапурской точки зрения, вхождение Сингапура в состав новообразованного государства Малайзия должно было помочь решению проблем с безработицей, стагнацией в экономике, и снять угрозу безопасности со стороны революционеров. Объединённый рынок единой страны должен был уменьшить коммерческие расходы и оживить экономику. Лондон согласился на объединение, полагая, что внутри большой страны безопасность Сингапура будет обеспечена гораздо лучше. Поэтому 16 сентября Малайская Федерация, Сингапур, Сабах и Саравак (бывшее Британское Северное Борнео, получившее независимость за две недели до этого) объединились в государство Малайзия.
Через пять дней после объединения, 21 сентября, в Сингапуре состоялись очередные выборы в Законодательную Ассамблею Сингапура. Местная ветвь ОМНО приняла в них участие в составе коалиции «Сингапурский альянс», но потерпела поражение даже в избирательных округах с преобладающим малайским населением, где всегда ранее выигрывала выборы. Большинство мест в Ассамблее опять завоевала партия «Народное действие».

## Межэтнические конфликты
Уже в первый год после создания Малайзии начался резкий рост межэтнической напряжённости, подогреваемый прокоммунистической партией «Социалистический фронт». В частности, китайское население Сингапура было недовольно проводившейся федеральными властями в соответствии со статьёй 153 Конституции Малайзии политикой позитивной дискриминации. Привилегии в экономической сфере получали этнические малайцы, единственной государственной религией был объявлен ислам (хотя представителям других конфессий гарантировалась свобода вероисповедания).
Тем временем малайцы и мусульмане в Сингапуре начали волноваться из-за утверждений федерального правительства о том, что ПНД не доверяет малайцам. Произошли многочисленные межэтнические столкновения, и в Сингапуре пришлось ввести комендантский час. Обострилась и внешнеполитическая ситуация: президент Индонезии Сукарно перешёл к противостоянию с Малайзией, объявив Конфронтаси, и в рамках новой политики индонезийцы стали подстрекать малайцев к выступлениям против китайцев.
21 июля 1964 года в Сингапуре произошло крупное межэтническое столкновение между китайцами и малайцами, в результате которого 23 человека было убито и несколько сотен — ранено. Ещё более крупные столкновения случились в сентябре. Цены на продовольствие взлетели до небес, а транспортная система пришла в состояние хаоса.

## Разногласия
Федеральное правительство Малайзии, в котором большинство мест имели представители ОМНО, опасалось, что пока Сингапур будет оставаться в составе федерации, политика позитивной дискриминации в отношении бумипутра не будет давать результата. Причиной для таких опасений было то, что ПНД выдвинула лозунг «Малайзийской Малайзии», призывая к равному отношению к представителям всех населяющих Малайзию рас. Также правительство опасалось, что мощная экономика Сингапура постепенно перетянет к себе политическую власть от Куала-Лумпура.
Было много разногласий между сингапурскими властями и федеральным правительством по экономическим вопросам. Несмотря на предыдущие соглашения о создании общего рынка, торговле Сингапура с остальными частями Малайзии продолжали чиниться препоны. В ответ Сингапур не стал выделять Сабаху и Сараваку ранее оговорённые кредиты, предусматривавшиеся для экономического развития этих восточных штатов. Ситуация обострилась до такой степени, что переговоры были прерваны, и с обеих сторон перешли от аргументов к оскорблениям. Экстремисты из МНО призывали даже к аресту премьер-министра Сингапура Ли Куан Ю.

## Выделение Сингапура из состава Малайзии
7 августа 1965 года премьер-министр Малайзии Тунку Абдул Рахман, не видя иного способа остановить дальнейшее кровопролитие, посоветовал парламенту Малайзии проголосовать за исключение Сингапура из состава Малайзии. Несмотря на последние попытки лидеров ПНД оставить Сингапур в составе единого государства, 9 августа 1965 года парламент Малайзии единогласно (126 голосов «за»; делегаты от Сингапура при этом отсутствовали) проголосовал за исключение Сингапура из состава Малайзии. В тот же день опечаленный Ли Куан Ю заявил, что отныне Сингапур является суверенным независимым государством.
Согласно принятым в декабре поправкам к Конституции, новое государство получило название «Республика Сингапур», а его глава стал называться «президентом»; Законодательная Ассамблея была переименована в Парламент Сингапура. Изменения получили обратную силу, и были введены в действия с момента провозглашения независимости Сингапура. Законным платёжным средством до 1967 года оставался доллар Малайи и Британского Борнео; когда переговоры между правительствами Малайзии и Сингапура о введении общей денежной единицы закончились неудачей — был введён сингапурский доллар.